# موتاون
موتاون هي شركة تأسست في الأصل من قبل بيري غوردي الابن وأدرجت تحت اسم تسجيلات موتاون في ديترويت، ميشيغان الولايات المتحدة في 14 أبريل عام 1960. الاسم مشتق من كلمتي السيارة والبلدة (Motor و Town بالإنجليزية)، وهو أيضا اسم مستعار لديترويت. يوجد مقرها الآن في مدينة نيويورك. موتاون هي شركة تابعة لـمجموعة الجزيرة ديف جام الموسيقية التابعة للشركة الفرنسية فيفاندي المملوكة لـمجموعة يونيفرسال الموسيقية. كانت تسجيلات موتاون أيضا ثاني شركة إنتاج لبيري غوردي الشركة الأولى كانت تسجيلات تاملا تأسست في 12 يناير عام 1959. تسجيلات موتاون لعبت دوراً كبيراً في في الدمج العرقي بين الموسيقى الشعبية في الستينات، كانت موتاون والشركات التابعة لها أصبحت يعرف باسم صوت موتاون، وهو نمط من موسيقى السول مع تأثير البوب المميز.